# NGC 2989
NGC 2989 (również PGC 27962) – galaktyka spiralna (Sbc), znajdująca się w gwiazdozbiorze Hydry. Odkrył ją John Herschel 12 lutego 1836 roku. Jest to galaktyka z aktywnym jądrem.